# Dave Gillanders
Dave Gillanders (n. 18 mai 1939, Schenectady, New York, SUA) este un înotător ce a reprezentat Statele Unite ale Americii, medaliat olimpic. A participat la o ediție a Jocurilor Olimpice (1960) în care a câștigat două medalii de bronz.